# Snöglob

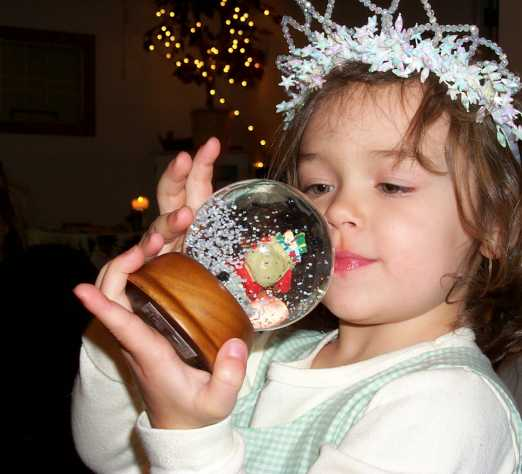
Flicka som håller en snöglob.

En snöglob är en juldekoration och leksak som består av en genomskinlig glas- eller plastkula. Vanligtvis innehåller den en miniatyrscen, till exempel en jultomte, en stad, ett landskap, ett skogsparti eller en stuga. Globen är fylld med en klar vätska och vita partiklar som ska föreställa snö. Genom att skaka globen faller partiklarna långsamt som snöflingor. Förr bestod vätskan inuti av vatten, men i nyare snöglober kan andra vätskor förekomma.
Det går att tillverka en egen snöglob. I hobbybutiker, bokhandeln och vissa varuhus går det att köpa det som behövs. Man kan även använda en vanlig glasburk med lock. Vissa företag skapar en personlig snöglob med kundens fotografi.